# Хероји (филм из 2022)
Хероји је српски филм из 2022. године.
Премијерно је приказан на 50. Фесту.

## Радња
Смештена у средњовековној Србији после боја на Косову, ово је прича о свим оним херојима који нису опевани у песмама.
На повратку кући из битке, ратник среће дивљег дечака и они настављају пут заједно.
Ово неочекивано пријатељство је испуњено низом драматичних и емотивних и комичних елемената.
Коначно, двојица јунака стижу у ратников дом где их само чека пепео и смрт.

## Улоге
| Глумац            | Улога         |
| ----------------- | ------------- |
| Младен Совиљ      | херој 1       |
| Тодор Јовановић   | херој 2       |
| Жарко Лаушевић    | наратор       |
| Мина Николић      | жена хероја 1 |
| Бранко Перишић    | лопов         |
| Лазар Николић     | Турчин 1      |
| Саша Али          | Турчин 2      |
| Сеад Шаботић      | Турчин 3      |
| Марко Панајотовић | Турчин 4      |
| Ђорђе Живадиновић | Турчин 5      |